# فرناندو ر. غوميز
فرناندو ر. غوميز (بالإسبانية: Fernando R. Gomez)‏ هو مؤرخ مكسيكي، ولد في 1940.